# L'Ancienne-Lorette
L'Ancienne-Lorette, huronska Yändatrahkeh, är en stad (kommun av typen ville) i den kanadensiska provinsen Québecs nordöstra del. L'Ancienne-Lorette grundades 1674 som en koloni av jesuitprästen Pierre-Joseph-Marie Chaumonot och under 1967 blev den stad. 1 januari 2002 upplöstes staden men efter en folkomröstning 2004 blev L'Ancienne-Lorette åter en självständig stad den 1 januari 2006. Den breder sig ut över 7,7 kvadratkilometer (km2) stor yta och hade en folkmängd på 16 970 personer vid den nationella folkräkningen 2021.

## Kända personer
- Antoine Plamondon, konstnär
- Patrice Bergeron, hockeyspelare
- Mario Marois, hockeyspelare
- Félix Auger-Aliassime, tennisspelare
- Sylvain Neuvel, författare

## Artikelursprung
Den här artikeln är helt eller delvis baserad på material från engelskspråkiga Wikipedia.